# Zygmunt Kunc
Zygmunt Karol Kunc (ur. 1922 w Szutowej, woj. lwowskie, zm. 18 grudnia 2012) – major Wojska Polskiego, żołnierz Armii Andersa, odznaczony Krzyżem Kawalerskim Orderu Virtuti Militari.

## Życiorys

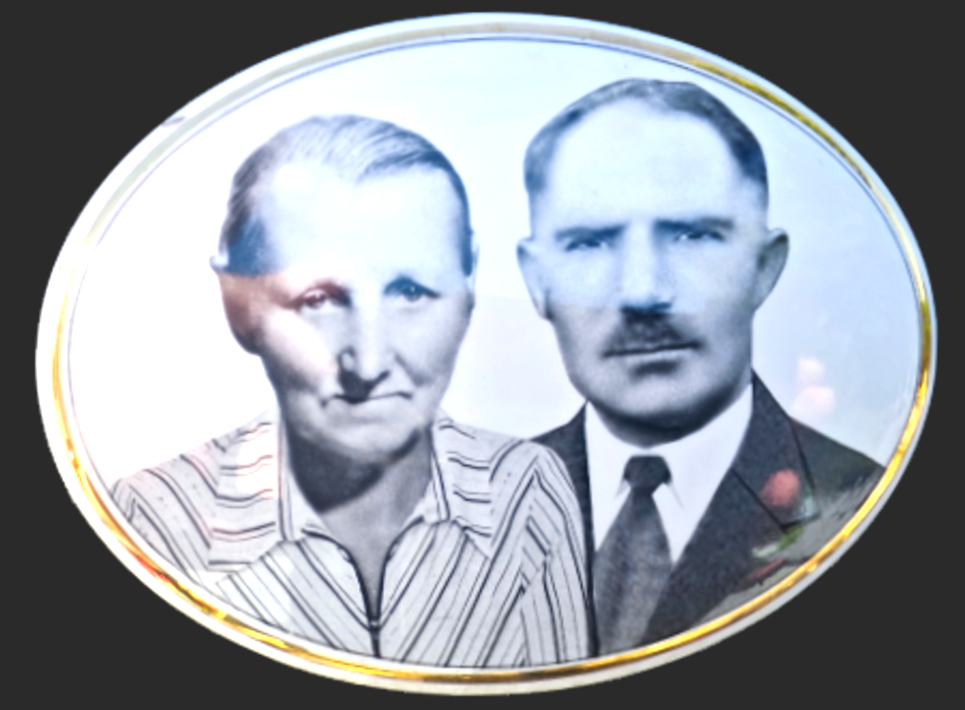
Rodzice Michał i Maria

Urodził się we wsi Szutowa, koło Jaworowa w województwie lwowskim w rodzinie Michała (1886–1946) i Marii (1892–1986). Miał dwóch młodszych braci. Ojciec pochodził z zamożnej rodziny rzemieślniczej, był właścicielem młyna. Brał udział w I wojnie światowej, na której został inwalidą wojennym, stracił wzrok i nie był w stanie wykonywać dotychczasowej pracy, toteż zmienił zawód i rozpoczął pracę na roli. Matka zajmowała się prowadzeniem domu. Zygmunt ukończył przed wojną gimnazjum i jednego roku liceum o profilu humanistycznym.
Po nadejściu II wojny światowej i agresji Związku Sowieckiego na Polskę rozpoczęło się rozkułaczanie ziemiaństwa. Gdy Zygmunta nie było w domu, nocą 10 lutego 1940 roku radzieccy żołnierze załomotali kolbami do ich drzwi. W domu znajdowali się wówczas rodzice i najmłodszy brat Eugeniusz. Dano im tylko pół godziny na spakowanie się. Następnego dnia, w pierwszej zsyłce, wywieziono ich wagonami towarowymi na Syberię w okolice Irkucka.
W lutym 1940 został aresztowany również Zygmunt i wywieziony w bydlęcych wagonach na Syberię do miejscowości Tułuna k. Irkucka, a następnie saniami 20 km w głąb tajgi. Na Syberii pracował w nieludzkich warunkach przy koniach podczas zwózki drewna. Kiedy dowiedział się, że tworzy się ochotnicza Armia Polska, zgłosił się natychmiast i udał do Guzaru koło Taszkientu, gdzie znajdował się jeden z ośrodków formowania Armii gen. Andersa . Tam został skierowany do szkoły podchorążych na kurs sanitarny. Następnie wyjechał z wojskiem do Iraku, gdzie ukończył Szkołę Podchorążych Artylerii. Jego pułk został dyslokowany do Palestyny, tam zdał też w ciągu 5-miesięcznego pobytu maturę. Następnie poprzez Egipt trafił do Neapolu, by przystąpić do walk frontowych. W maju 1944 w bitwie pod Monte Cassino był dowódcą działonu przy ostrzeliwaniu wzgórza klasztornego.
Następnie walczył pod Ankoną, gdzie został ranny. Mianowano go wówczas na stopień oficerski i otrzymał krzyż Virtuti Militari. Kolejny raz został ranny, tym razem ciężko. Został przewieziony samolotem do Bari, skąd po trzech tygodniach wrócił do oddziału, zostając dowódcą baterii. Pod koniec wojny, w bitwie pod Bolonią, został kolejny raz ranny, w nogę.
Po wyjściu ze szpitala wysłano go do miejscowości do Como, gdzie poznał swoją przyszłą żonę Krystynę Wandę Witek, uczestniczkę powstania warszawskiego, następnie więźnia Stalagu VI C Oberlangen. Wzięli ślub wojskowy w kaplicy polskiej w Loreto. W 1946 wyjechali do Anglii, gdzie zamieszkali na stałe.

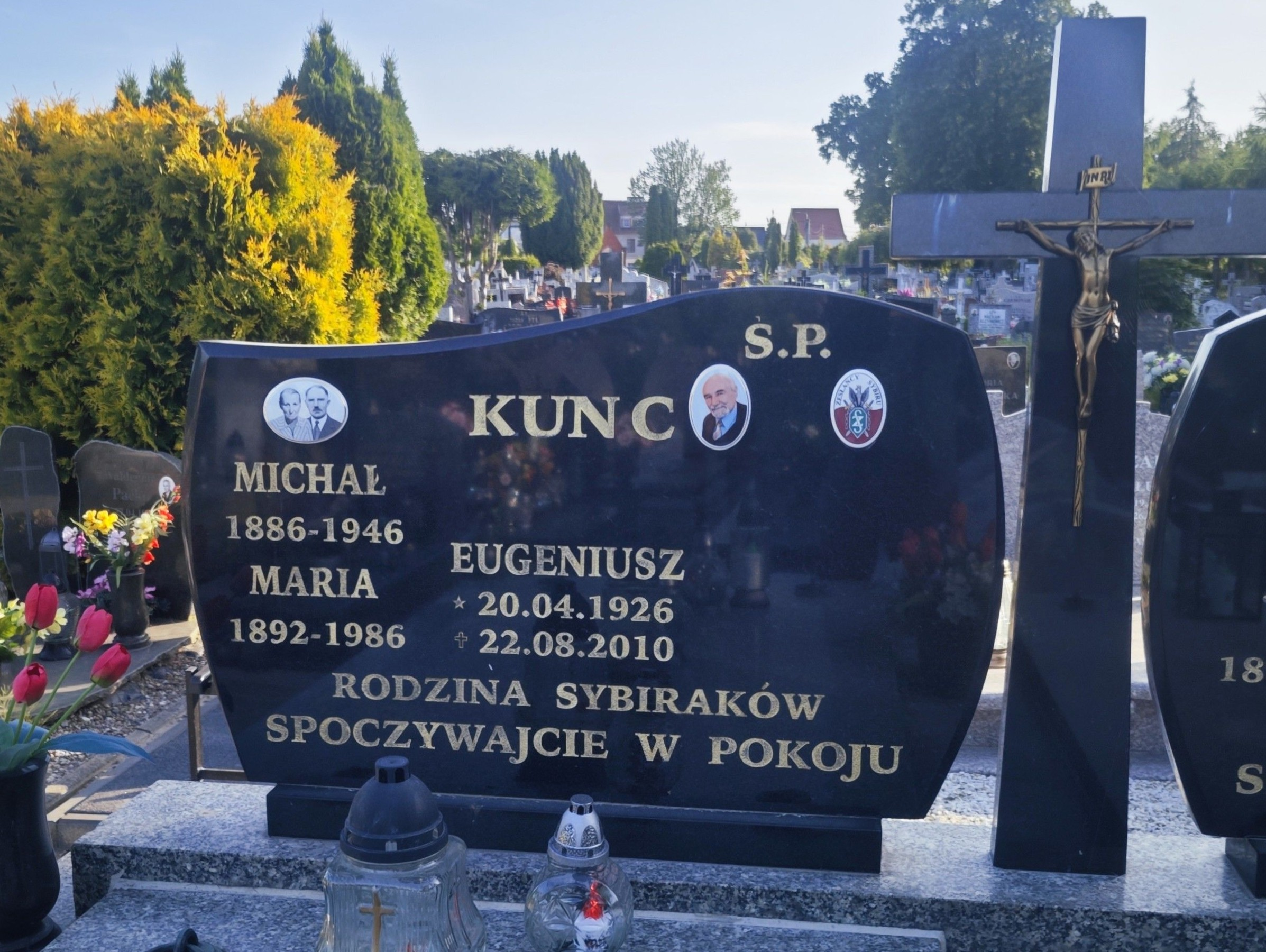
Grób jego rodziców i brata

Polskę odwiedził dopiero ponownie po 69 latach, gdyż wcześniej był wydany na niego nakaz aresztowania. Wówczas odwiedził znajdujący się w Braniewie grób mamy i symboliczny grób ojca, który zginął w 1946 na Syberii.

## Odznaczenia
Został odznaczony Krzyżem Monte Cassino, Złotym Krzyżem Zasługi oraz najwyższym polskim odznaczeniem wojennym, Orderem Virtuti Militari.